# Afgani
L'afgani (paixtu: افغاني) és la moneda oficial de l'Afganistan. Se subdivideix en 100 puls (paixtu: پول), tot i que la fracció actualment no s'utilitza.
Es va introduir el 1925 en substitució de la rupia afganesa a raó d'1,1 rupies per afgani. Al final del 2002 es van substituir els antics afganis (codi ISO 4217: AFA) pels nous (AFN) al canvi de 1.000 d'antics per un de nou.

## Monedes i bitllets
És emès pel Banc de l'Afganistan (paixtu: د افغانستان بانک, Da Afghanistan Bank).

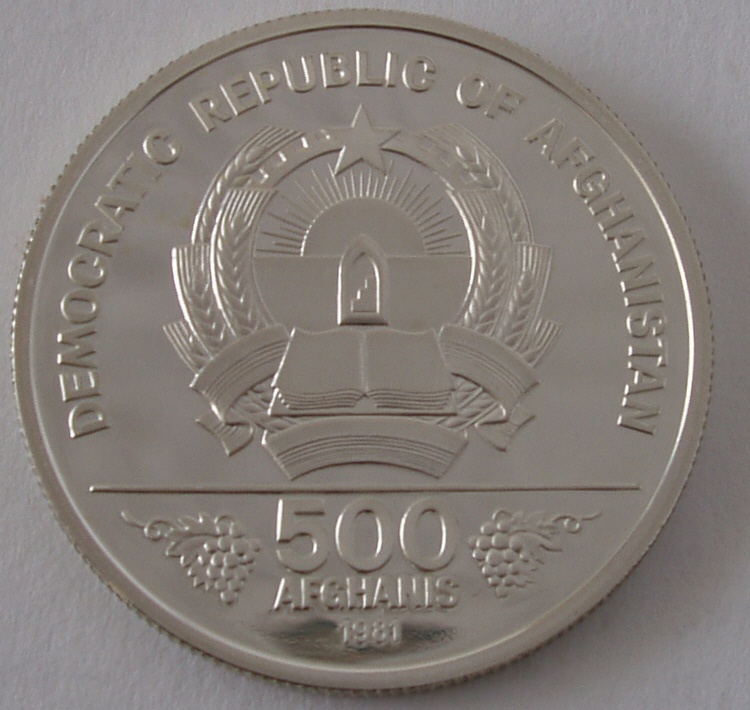
500 afganis de 1981

En circulen monedes d'1, 2 i 5 afganis i bitllets de 10, 20, 50, 100, 500 i 1.000 afganis. Els bitllets d'1, 2 i 5 afganis foren substituïts per monedes el 2005.

## Taxa de canvi
- 1 EUR = 90,4716 AFN (8 d'octubre del 2020)
- 1 USD = 76,8717 AFN (8 d'octubre del 2020)